# Suffocation
Suffocation este o formație de brutal death metal din New York, S.U.A. fondată în anul 1990.

## Discografie
- Effigy of the Forgotten
- Breeding the Spawn
- Pierced from Within
- Souls to Deny
- Suffocation
- Blood Oath
- Pinnacle of Bedlam
- ...Of the Dark Light